# Robert Pape
Robert Anthony Pape Jr. (Erie, Pensilvania, 1960 - ) es un autor estadounidense conocido por sus trabajos en asuntos de seguridad internacional, especialmente en poder aéreo y terrorismo suicida.

## Carrera académica
Graduado summa cum laude y Phi Beta Kappa en la Universidad de Pittsburg, en 1982. Ph.D. en la Universidad de Chicago en 1988. Enseñó relaciones internacionales en el Dartmouth College desde 1991 hasta 1996 y estrategia de poder aéreo en la Escuela de Estudios Avanzados de Poderío Aéreo de la Fuerza Aérea de los Estados Unidos (1996 a 1999).
Desde 1999 ha enseñado en la Universidad de Chicago, donde es profesor asociado de Ciencias Políticas. Define su trabajo actual como "el efecto del cambio tecnológico en conflictos y cooperación entre las grandes potencias y la teoría y práctica del terrorismo suicida"
Sus investigaciones preliminares sobre el terrorismo suicida fueron presentadas en el American Political Science Review en 2003. Luego Pape fundó y actualmente dirige el Proyecto Chicago sobre Terrorismo Suicida, apoyado por la Corporación Carnegie, el Pentágono, la Universidad de Chicago y el Laboratorio Nacional Argonne.

## Sobre el poder aéreo
Se critica la idea de que las guerras puedan ser ganadas solamente con el poder aéreo. Estas tácticas han fallado prácticamente en todos los casos. Son exitosas cuando son usadas contra blancos militares convencionales.
La fuerza aérea debe ser usada en combinación con la fuerza terrestre, como un yunque y un martillo, como ha sucedido en ciertas batallas recientes en Afganistán.

## Sobre el terrorismo suicida
Siempre se ha creído que el terrorismo suicida es una expresión de fundamentalismo religioso alimentado por una gran cantidad de mártires voluntarios. Pape reunió pruebas que indican que en realidad se trata de una táctica laica no religiosa y que forma parte de campañas modernas de más alcance para expulsar a fuerzas de ocupación de las zonas que los terroristas consideran su patria. 
En sus palabras:

La conexión entre el terrorismo suicida y el fundamentalismo islámico, o cualquier otra religión es poca.
Robert Pape

El libro de Pape Muriendo para ganar: lógica estratégica del terrorismo suicida (2005) analiza apoyado todos los casos conocidos de terrorismo suicida desde 1980 a 2003, un total de 315 ataques. Las investigaciones de Pape condujeron a afirmar que el objetivo de todas las campañas terroristas y de más del 95% de todos los suicidios con bomba era la liberación nacional del país por otra potencia.
La conclusión de Pape es que el uso de fuerza militar por parte de potencias extranjeras con el objetivo de subyugar o de reformar otras sociedades únicamente sirve para incrementar la cantidad de terrorismo. Tal como él afirma, eses terrorismo no es cosa de "fanáticos", sino un "fenómeno esencial de reivindicación".